# Jeff Anderson
Jeffrey Allan Anderson (Long Branch, 21 aprile 1970) è un attore e regista statunitense.

## Filmografia

### Attore
- Clerks - Commessi (Clerks), regia di Kevin Smith (1994)
- Dogma, regia di Kevin Smith (1999)
- Jay & Silent Bob... Fermate Hollywood! (Jay and Silent Bob Strike Back), regia di Kevin Smith (2001)
- Clerks II, regia di Kevin Smith (2006)
- Zack & Miri - Amore a... primo sesso (Zack and Miri Make a Porno), regia di Kevin Smith (2008)
- Clerks III, regia di Kevin Smith (2022)

### Regista
- Now You Know (2002)